# Tonight/Miss You Nights
Tonight / Miss You Nights är en låt av pojkbandet Westlife. Låten släppes den 24 2003 och är gruppens fjortonde officiella singel.